# Callopistria fimbripes
Callopistria fimbripes är en fjärilsart som beskrevs av Walker 1858. Callopistria fimbripes ingår i släktet Callopistria och familjen nattflyn. Inga underarter finns listade i Catalogue of Life.